# Dujakovci
Dujakovci so naselje v mestu Banjaluka, Bosna in Hercegovina. 

## Deli naselja
Božići, Delići, Dujakovci, Gatarići, Radanovići, Sladojevići in Vulini.

## Prebivalstvo
| Pregled števila prebivalcev po letih | Pregled števila prebivalcev po letih | Pregled števila prebivalcev po letih | Pregled števila prebivalcev po letih | Pregled števila prebivalcev po letih | Pregled števila prebivalcev po letih |
| ------------------------------------ | ------------------------------------ | ------------------------------------ | ------------------------------------ | ------------------------------------ | ------------------------------------ |
| 1948                                 | 1953                                 | 1961                                 | 1971                                 | 1981                                 | 1991                                 |
| -                                    | -                                    | 1.058                                | 745                                  | 467                                  | 330                                  |

| Narodna sestava prebivalstva po letih                                                                                       | Narodna sestava prebivalstva po letih                                                                                    | Narodna sestava prebivalstva po letih                                                                                      |
| --- | --- | --- |
| 1971 | 1981 | 1991 |
| . skupaj: 745 Srbi 724 (97,18 %) Muslimani 2 (0,26 %) Hrvati 0 (0,00 %) Jugoslovani 0 (0,00 %) drugi in neznano 19 (2,55 %) | . skupaj: 467 Srbi 467 (100 %) Hrvati 0 (0,00 %) Muslimani 0 (0,00 %) Jugoslovani 0 (0,00 %) drugi in neznano 0 (0,00 %) | . skupaj: 330 Srbi 329 (99,69 %) Hrvati 0 (0,00 %) Muslimani 0 (0,00 %) Jugoslovani 0 (0,00 %) drugi in neznano 1 (0,30 %) |